# Кус (окръг, Ню Хампшър)
Окръг Коос (на английски: Coös County) е окръг в щата Ню Хампшър, Съединени американски щати. Площта му е 4742 km², а населението – 32 039 души (2016). Административен център е град Ланкастър.